# Тамани Хол
Тамани Хол е политическа организация в Демократическата партия на САЩ.

Тази организациа от 1790 г. до 1960-те години контролира партийните номинации и дейци в политическия живот на страната. От 1870 година Тамани Хол се превръща в безскрупулен инструмент за корупция на лидерите на Демократическата партия в САЩ. Седалището на олигархичния кръг се намира в Манхатън, Ню Йорк. 